# Calul alb
Calul alb este un serial de televiziune rusesc transmis în anul 1993. Având 10 episoade, serialul a fost regizat de Gheli Riabov. Filmul prezintă războiul civil rusesc din Siberia anilor 1917-1920 și lupta rușilor albi sub comanda amiralului Aleksandr Kolceak până la înfrângerea lor de către forțele bolșevice.
Din distribuție fac parte:
| Actor                 | Rolul                              |
| --------------------- | ---------------------------------- |
| Gennadi Glagoliev     |                                    |
| Anatoli Guzenko       | Amiralul Aleksandr Kolceak         |
| Veronika Izotova      | Anna Timiriova și Anfisa Timiriova |
| Vladimir Simonov      | Deboltsov                          |
| Ekaterina Belikova    | Nadia                              |
| Elina Suvorova        | Vera                               |
| Valeri Doronin        | Korocikin                          |
| Vladimir Belousov     | Babin                              |
| Anatoli Petrov        | Novojilov                          |
| Aleksandr Baluiev     | Pancikin                           |
| Andrei Krasko         |                                    |
| Ivan Ivanovici Krasko |                                    |
| Roman Riazantsev      |                                    |
| Geli Sîsoev           |                                    |
| Vladimir Diukov       |                                    |
| Nikolai Kocegarov     |                                    |

Serialul este prima producție cinematografică importantă de după căderea Uniunii Sovietice, care prezintă perioada revoluției ruse și a războiului civil rus din anii 1917 - 1920. Serialul prezintă soarta diferitor personaje care se află de o parte sau alta a conflictului și care sunt prinse într-o succesiune de evenimente care le depășesc. El arată și diferite evenimente istorice importante care au avut loc în acea perioadă printre care asasinarea țarului Nicolae al II-lea al Rusiei și a familiei sale, precum și lupta amiralului Aleksandr Kolceak, șeful de stat al Rusiei contra-revoluționare, până la înfrângerea sa de către forțele bolșevice. Regizorul nu se declară de o parte sau alta a conflictului pe care îl descrie și prezintă revoluția și războiul civil ca o confruntare crudă și lipsită de sens între cele două părți în care, în cele din urmă nu există niciun învingător și în care oamenii de rând sunt cei care suferă.